# Rivière Broadback
Der Rivière Broadback (englisch Broadback River) ist ein Fluss im nördlichen Québec in Kanada.

## Flusslauf
Er fließt in die Rupert Bay (eine kleine Bucht am Südende der James Bay), ein kurzes Stück südlich der Rupert-Mündung und der dort gelegenen Cree-Siedlung Waskaganish. Der größte See am Flusslauf des Broadback ist der Lac Evans.
Der Rivière Broadback – zusammen mit dem Rivière Nottaway und dem Rivière Rupert – wurden ursprünglich zur wasserbaulichen Entwicklung und deren Umleitung als Teil des Baie-James-Wasserkraftprojekts vorgesehen. Im Jahre 1972 begann jedoch die Realisierung dieses hydro-elektrischen Projekts weiter nördlich an den Flüssen La Grande Rivière und Rivière Eastmain, so dass von dem so genannten NBR-Projekt bisher nur der Rupert umgeleitet wird.
Der Fluss ist ein beliebter Kanufluss und bietet sich für mehrtägige Touren an. Über den Rivière Broadback führt eine Brücke entlang der Route de la Baie James.

## Zuflüsse
Da der Broadback relativ nah am nördlichen Rand seines Einzugsgebiets verläuft, fließen die meisten Hauptnebenflüsse von links zu.
Wichtige Zuflüsse in Abstromrichtung sind:
- Rivière Châtillon
- Rivière Assinica
- Rivière Coigne (rechts)
- Rivière Nipukatasi
- Rivière Salamandre
- Rivière Ouasouagami
- Rivière Colomb
- Rivière Kaminahikuschit
- Rivière Natouacamisie
- Rivière Machisipi
- Rivière Lepallier